# 藝館洞
藝館洞（：／ Yegwan dong */?），是韩国首尔中区的一个法定洞。